# Биргштат
Биргштат (њем. Bürgstadt) град је у њемачкој савезној држави Баварска. Једно је од 32 општинска средишта округа Милтенберг. Према процјени из 2010. у граду је живјело 4.239 становника. Посједује регионалну шифру (AGS) 9676116.

## Географски и демографски подаци
Биргштат се налази у савезној држави Баварска у округу Милтенберг. Град се налази на надморској висини од 150 метара. Површина општине износи 17,4 km². У самом граду је, према процјени из 2010. године, живјело 4.239 становника. Просјечна густина становништва износи 244 становника/km².